# Passage du poète
Passage du poète est un roman de Charles-Ferdinand Ramuz publié en novembre 1923.

## Résumé
Besson, le vannier, arrive au printemps dans un village du vignoble de Lavaux. Sur son passage apparaissent différents personnages, depuis le fossoyeur jusqu'à Mathilde et sa robe neuve en passant par Congo, à la charge de la commune, Gilliéron dans sa cave, Bovard dans sa vigne... À la fin de l'été qui se clôt par la fête des vignerons, Besson repart dans la nuit.

## Éditions en français
- Passage du poète, publiée simultanément en novembre 1923 par les soins de l'auteur à Lausanne, par les Éditions Georg, à Genève, par les Éditions du Siècle, à Paris.
- Passage du poète, version revue pour L'Alsace française en 1925.
- Fête des Vignerons, nouvelle version datée de 1929, Horizons de France.
- Passage du poète, datée de 1941 dans le onzième volume des Œuvres complètes aux Éditions Mermod, à Lausanne.
- Passage du poète, publié en 2004 aux Éditions Plaisir de Lire à Lausanne.